# Емініа (Північна Дакота)
Емініа (англ. Amenia) — місто (англ. city) в США, в окрузі Кесс штату Північна Дакота. Населення — 85 осіб (2020).

## Географія
Емініа розташована за координатами 47°0′25″ пн. ш. 97°13′27″ зх. д. / 47.00694° пн. ш. 97.22417° зх. д. (47.006818, -97.224183).  За даними Бюро перепису населення США в 2010 році місто мало площу 3,70 км², уся площа — суходіл.

## Демографія
Згідно з переписом 2010 року, у місті мешкали 94 особи в 34 домогосподарствах у складі 31 родини. Густота населення становила 25 осіб/км².  Було 38 помешкань (10/км²).
Расовий склад населення:
| - 92,6 % — білих - 3,2 % — корінних американців |

До двох чи більше рас належало 4,3 %. Частка іспаномовних становила 0,0 % від усіх жителів.
За віковим діапазоном населення розподілялося таким чином: 26,6 % — особи молодші 18 років, 64,9 % — особи у віці 18—64 років, 8,5 % — особи у віці 65 років та старші. Медіана віку мешканця становила 35,3 року. На 100 осіб жіночої статі у місті припадало 95,8 чоловіків;  на 100 жінок у віці від 18 років та старших — 97,1 чоловіків також старших 18 років.
Середній дохід на одне домашнє господарство  становив 64 709 доларів США (медіана — 63 750), а середній дохід на одну сім'ю — 67 684 долари (медіана — 65 000). За межею бідності перебувало 2,4 % осіб, у тому числі 0,0 % дітей у віці до 18 років та 0,0 % осіб у віці 65 років та старших.
Цивільне працевлаштоване населення становило 38 осіб. Основні галузі зайнятості: освіта, охорона здоров'я та соціальна допомога — 23,7 %, виробництво — 15,8 %, роздрібна торгівля — 13,2 %.